# Kivu Ruhorahoza
Kivu Ruhorahoza (Kigali, 6 de desembre de 1982) és un director de cinema, guionista i productor ruandès. És conegut internacionalment pel seu llargmetratge Matière grise, que va guanyar la Menció Especial del Jurat a la Millor Cineasta Emergent al Festival de Cinema de Tribeca de 2011 i la menció especial del jurat ecumènic al Festival de Cinema de Varsòvia de 2011. També va obtenir el Gran Premi del Festival de Cinema Francès de Tübingen, Millor Director i Premi Signis del Festival de Cinema Africà de Còrdova i el premi especial del jurat del Festival de Cinema de Khouribga al Marroc.
Va començar la seva carrera cinematogràfica en 2004 com a assistent de producció del productor ruandès Eric Kabera, després fou ascendit a gerent de producció, càrrec que va utilitzar per ajudar a una gran quantitat d'equips procedents de BBC o CNN, però la seva passió era el cinema.
Kivu Ruhorahoza va saltar al cinema internacional en 2007 amb el seu primer curtmetratge Confession, que va guanyar el Premi Ciutat de Venècia al Festival de Cinema Asiàtic, Africà i Llatinoamericà de Milà i es va projectar al Festival de Venècia. El seu segon curtmetratge Les egarés de l'hémisphère sud/Lost in the South (2008) va guanyar el millor curtmetratge d'Àfrica al Festival Vues d'Afrique de Mont-real i es va projectar al Festival Internacional de Cinema de Rotterdam.

## Matière grise
El 2011 Kivu Ruhorahoza va impulsar la seva carrera després de l'alliberament del seu primer llargmetratge Matière grise, una pel·lícula sobre el trauma i la bogeria en les seqüeles del Genocidi de Ruanda de 1994. La pel·lícula va ser produïda a Ruanda en situacions financeres inestables, però va tenir un gran èxit i va participar en festivals internacionals de cinema de prestigi com Tribeca, Melbourne, Varsòvia, Rotterdam, Dubai, Durban, Göteborg i el Festival do Rio.

## Thing of the Aimless Wanderer
El 2014, Kivu va començar a produir la seva segona obra Things of the Aimless Wanderer, una pel·lícula sobre el tema sensible de les relacions entre "locals" i occidentals. Una pel·lícula sobre la paranoia, va ser filmada en una càmera de cinema BlackMagic, amb un petit pressupost i un equip completament local. Va ser seleccionat oficialment per estrenar Programa Nova Frontera del Festival de Cinema de Sundance.